# Rediu, Iași
Rediu este satul de reședință al comunei cu același nume din județul Iași, Moldova, România.